# 유럽 연합의 경제 통화 동맹
유럽 연합의 경제 통화 동맹(The European Economic and Monetary Union, EMU)은 경제정책에 관련한 세 단계로 구성돼 있으며 유럽 연합의 단일 통화인 유로에 관련한 것이다. 모든 유럽 연합 회원국은 이 기구에 참가하는 것이 의무다. 유로존의 20개 회원국은 세 단계에 착수했으며 유로를 통화로 도입했다. 영국과 덴마크는 이에 동참하지 않고 있다.
코펜하겐 기준은 회원국 신청을 원하는 신규 국가에 해당하는 가장 최신의 협정에 해당한다. 필수조건 및 도입 시기를 결정하기 위해 시한을 정하도록 하고 있다. 신규 10개국은 10년간 유럽경제통화동맹의 3단계를 이행해야 하며 경제 상황에 따라 시기는 어느 정도 조정이 가능하다.
유로화 도입 전 회원국은 이전 통화에 대해 ERM II 조치를 2년간 시행해 통화 교체에 따른 어려움을 최소화해야 한다. 덴마크, 에스토니아, 라트비아, 리투아니아는 환율 메커니즘인 ERM II를 현재 진행하고 있다. 흔히 EMU를 "European Monetary Union"("유럽 통화 동맹")이라고 부르지만 EMU의 실질적인 의미는 "Economic Monetary Union"(경제 통화 동맹)이다.

## 역사
현재의 경제 통화 동맹 설립 전에 유럽공동체 시절부터 기구 설립에 대한 논의가 있었다. 가장 초기로는 국제 연맹의 시기까지 이른다. 제1차 세계 대전 이후에 신생국이 다수 출현하면서 유럽의 단독 통화에 대한 논의는 존재했다. (Link)
1969년 유럽 위원회에서 경제 통화 동맹 설립 시도가 처음으로 있었으며 이는 유럽 국가 내 경제 상황 조절을 순조롭게 하기 위함이었다.(Barre Report) 네덜란드 헤이그에서 당해 단계별로 1970년대 말까지 기구 설립에 착수하자는 정상회담이 있었다.
제안에 기초해 룩셈부르크의 재정부 장관이었던 피에르 베너가 1970년 10월 해당 기구 설립에 대한 청사진을 제시했다. 이를 베너 플랜이라 불렀으며 미국 달러와의 호환 문제로 1971년 8월 금본위제에 따른 어려움을 겪었으며 1972년 석유 파동으로 위기를 겪었다. 유럽 내 통화의 환율 불안이 지나치게 지속될 것을 우려해 스네이크 체제를 도입했으나 실패했다.
경제 정책에 대한 논란은 1988년 하노버 정상회의에서 재논의됐으며 즉각적인 중앙은행 총재 회담은 명확하고 실증적인 경제 통화 동맹을 설치할 것을 요구하게 된다..
1989년 유럽 경제 통화 동맹을 세 단계로 도입했으며 이는 유럽 중앙은행 제도(European System of Central Banks) 설립도 계획에 포함됐다. 이에 따라 유럽 중앙은행이 경제 통화 정책 이행과 추진에 대해 임무를 맡고 있다.

## 같이 보기
- 유럽 연합의 경제
- 유럽 중앙은행